# Drymophloeus lepidotus
Drymophloeus lepidotus är en enhjärtbladig växtart som beskrevs av Harold Emery Moore. Drymophloeus lepidotus ingår i släktet Drymophloeus och familjen Arecaceae. IUCN kategoriserar arten globalt som otillräckligt studerad. Inga underarter finns listade i Catalogue of Life.